# Pulvermühle (Stettin)

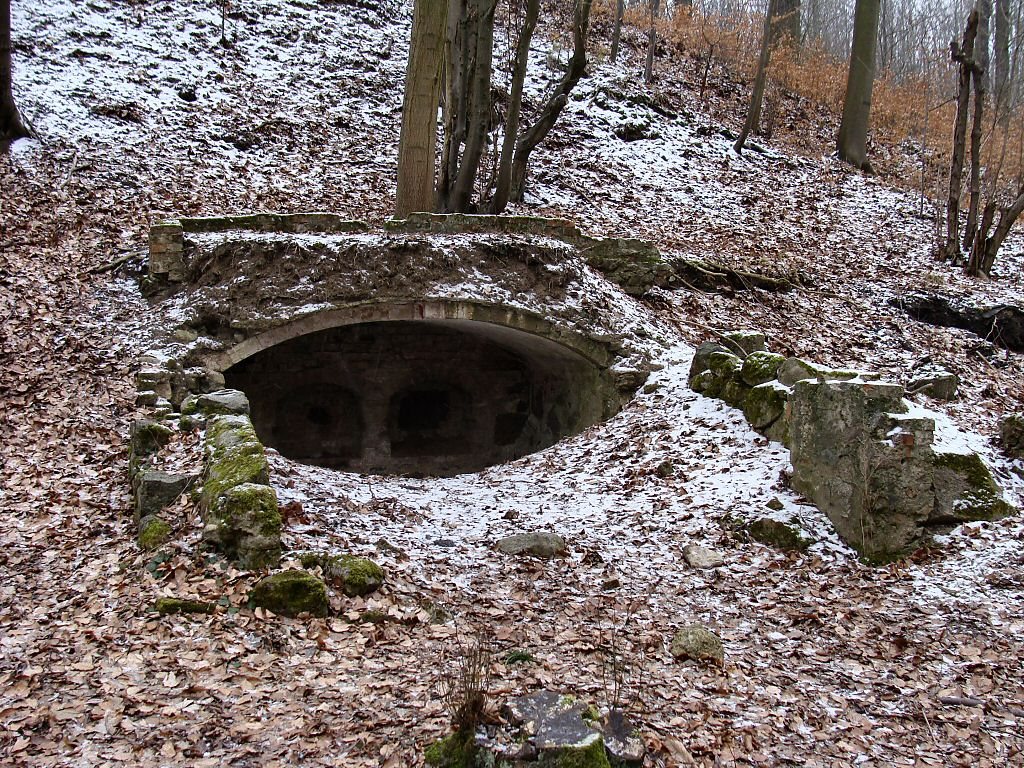
Kellerrest der Pulvermühle

Die Pulvermühle (polnisch Szwedzki Młyn) war ein beliebtes Ausflugsziel der deutschen Stettiner, gelegen in der Buchheide. Heute sind nur wenige Überreste erhalten.
Die Mühle am Neun-Spring-Bach (heute: Chojnowka) ist im Jahr 1274 in der Gründungsurkunde von Hökendorf als Wassermühle erwähnt. Die Pulvermühle war zuerst eine Kornmühle. Im Dreißigjährigen Krieg wurde die Mühle zum Mahlen von Schießpulver für den Bedarf der schwedischen Armee genutzt und mahlte also Holzkohle, Schwefel und Salpeter. Im Jahr 1659 brannte sie ab.
Die Mühle gehörte zum preußischen Kreis Greifenhagen und wurde 1818 von Gottfried Friedrich Jäckel übernommen und als Papiermühle genutzt. Hier wurde für die Portland-Zementfabrik das zum Auskleiden der Fässer erforderliche grobe Papier hergestellt. Erst seit 1878 wurde aus dieser Mühle ein Lieblingsziel der Stettiner. Als Kriegsfolge oder durch die polnische Übernahme der Region wurde die Mühle zerstört. In der Nähe der Ruine befinden sich Grabsteine der Familie Jäkel, der früheren Besitzer der Pulvermühle.